# Freedom (Jimi Hendrix)
Freedom è un brano musicale scritto e registrato da Jimi Hendrix, e pubblicato postumo come singolo estratto dall'album The Cry of Love del 1971.

## Il brano
La canzone raggiunse la posizione numero 74 nella classifica Billboard Hot 100 riservata ai singoli negli Stati Uniti. Ad oggi è considerata uno dei brani musicali più celebri di Hendrix. Nel 1997 è stata reinserita nell'album First Rays of the New Rising Sun.

### Registrazione
Freedom venne registrata da Hendrix agli Electric Lady Studios il 25 giugno 1970 con il batterista Mitch Mitchell, il bassista Billy Cox, il percussionista Juma Sultan, e cori di Arthur e Albert Allen.

### Significato
La canzone si riferisce principalmente alla groupie Devon Wilson, usando un linguaggio metaforico per dipingerla come l'incarnazione stessa della restrizione alla sua libertà personale. Nonostante questa connotazione negativa, la Wilson è però anche descritta come una persona utile da avere intorno, che si sbarazza delle persone/donne extra non desiderate («You know you hook my girlfriend») e che ha conoscenze utili («You know the drugstore man»). La canzone può essere considerata la seconda parte di Dolly Dagger, poiché entrambe le canzoni fanno riferimento alla Wilson e al suo carattere, e mostrano anche la crescente antipatia di Hendrix verso i trucchi elettronici da studio e la sua volontà di inserire arrangiamenti strumentali maggiormente complessi all'interno delle sue composizioni. Infine, in entrambi i brani sono presenti Arthur e Albert Allen (i Ghetto Brothers) ai cori.
Le parole del testo «Keep on pushing straight ahead... » verso la fine della traccia sono un probabile riferimento al brano Keep On Pushing di Curtis Mayfield dall'omonimo album. Mayfield fu una delle maggiori influenze di Hendrix, avendo imparato da lui gran parte del suo stile R&B alla chitarra ritmica, come si può ascoltare in brani quali Have You Ever Been (To Electric Ladyland) e Little Wing. "Straight ahead" è un termine utilizzato svariate volte da Hendrix nei suoi ultimi brani del periodo, e venne anche preso in considerazione come titolo provvisorio per il progettato e mai portato a termine suo quarto album in studio.

## Tracce singolo
1. Freedom - 3:24
2. Angel - 4:25

## Musicisti
- Jimi Hendrix – chitarra, voce, piano
- Billy Cox – basso
- Mitch Mitchell – batteria
- Juma Sultan – congas
- Arthur Allen – coro
- Albert Allen – coro